# Bernt Johansson
Bernt Johansson, nacido el 18 de abril de 1953 en Tidavad, es un antiguo ciclista profesional sueco.

## Palmarés
1972
- 2.º en el Campeonato de Suecia en Ruta

1973
- Sex-Dagars, más 2 etapas
- 1 etapa del Tour de Argelia

1974
- Campeón del mundo en contrarreloj por equipos   (con Tord Filipsson, Lennart Fagerlund y Sven-Åke Nilsson)
- Campeonato de Suecia en Ruta

1975
- Vuelta a Gran Bretaña, más 1 etapa
- 1 etapa del Sex-Dagars

1976
- 1 etapa de la Vuelta a Gran Bretaña
- Juegos Olímpicos en Ruta
- 1 etapa de la Vuelta a Marruecos

1977
- Vuelta al Levante, más 1 etapa
- Trofeo Baracchi (con Carmelo Barone)

1978
- G. P. Industria y Comercio de Prato
- Giro de Emilia

1979
- G. P. Industria y Comercio de Prato
- 3º en el Giro de Italia, más 2 etapas

1980
- Giro de Lazio
- 1 etapa de la Vuelta a Andalucía

## Resultados
| Carrera         | Carrera         | 1977 | 1978 | 1979 | 1980 | 1981 |
| --------------- | --------------- | ---- | ---- | ---- | ---- | ---- |
|                 | Giro de Italia  | 20.º | 9.º  | 3.º  | Ab.  | Ab.  |
|                 | Tour de Francia | —    | —    | Ab.  | —    | —    |
|                 | Vuelta a España | —    | —    | —    | —    | —    |
| Mundial en Ruta | Mundial en Ruta | 14.º | Ab.  | Ab.  | —    | —    |